# Хренин, Виктор Геннадьевич
Ви́ктор Генна́дьевич Хре́нин (бел. Віктар Генадзевіч Хрэнін; род. 1 августа 1971, Новогрудок, Гродненская область, БССР, СССР) — белорусский военачальник. Министр обороны Республики Беларусь с 20 января 2020 года. Генерал-лейтенант (2020).

## Биография

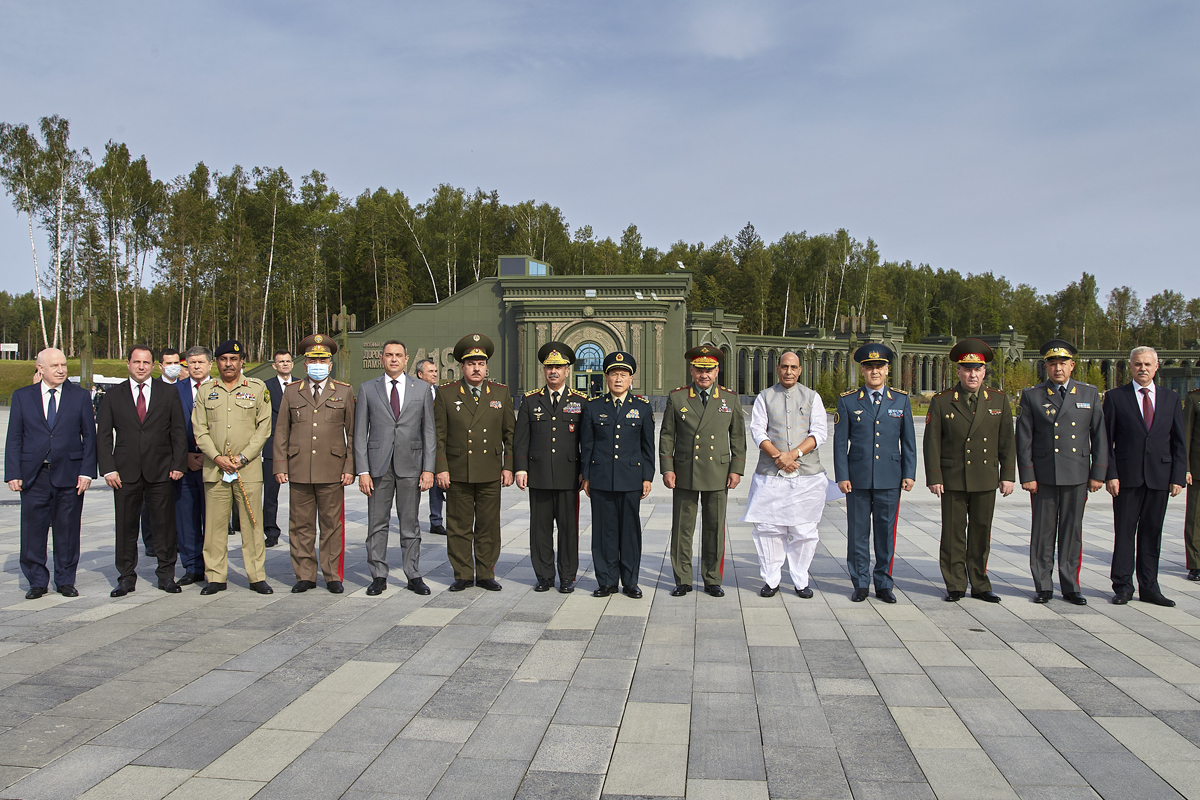
Виктор Хренин (3-й справа)
с министрами обороны стран ШОС, ОДКБ и СНГ
в парке «Патриот», 2020 год

Родился 1 августа 1971 года в городе Новогрудке Гродненской области. Отец — Геннадий Иванович Хренин, полковник запаса, родился в Пензенской области (там проходил службу его отец), но с двухлетнего возраста живет в Беларуси. Дед по материнской линии родом из Брянской области, бабушка — из Гродненской (происходит из шляхты). Ходил в школу в Приморском крае, а восемь классов окончил в военном городке «Анадырь-1» в Чукотском автономном округе Магаданской области РСФСР.
В 1988 году окончил Уссурийское суворовское военное училище. В 1992 году окончил Омское высшее общевойсковое командное училище имени Фрунзе и вернулся служить в Республику Беларусь.
Служил на должностях командиров мотострелкового взвода, разведывательного взвода, разведывательной роты, начальника пункта обработки информации в командном пункте отдельного разведывательного батальона.
В 2005 году окончил Военную академию Республики Беларусь.
С 2008 по 2010 год — командир 6-й отдельной гвардейской механизированной бригады (Фолюш, Гродно), с 2010 по 2014 год — командир 11-й отдельной гвардейской механизированной бригады (Слоним).
28 февраля 2014 года назначен заместителем командующего войсками Западного оперативного командования Вооружённых Сил Республики Беларусь.
Со 2 июля 2014 по 23 июня 2015 года — начальник штаба — первый заместителем командующего войсками Западного оперативного командования. С 23 июня 2015 по 20 января 2020 года — командующий войсками Западного оперативного командования Вооружённых Сил Республики Беларусь.
Воинское звание генерал-майор присвоено 22 февраля 2016 года.
20 января 2020 года назначен Министром обороны Республики Беларусь.

19 августа 2020 года стала известна аудиозапись, в которой заявил следующее:
— Те политтехнологи, что пишут тексты Тихановской, ставят вопрос: армия, вы с народом или будете стрелять против народа? Нас призывают, в том числе и Тихановская, которая говорит: не выполняйте преступные приказы. Эта женщина нас призывает к измене, нарушению закона — не выполнять приказы. Преступный он, не преступный… — мы люди военные.
Подлинность данной цитаты подтверждается официальным ответом пресс-службы Министерства обороны Республики Беларусь.
23 августа 2020 года приказал оцепить район стелы Минск — город-герой, куда были доставлены войска и по периметру которого была установлена колючая проволока. Официально предупреждал протестующих, ассоциировал бело-красно-белый флаг с фашизмом.
3 ноября 2020 года присвоено воинское звание генерал-лейтенант.
22 февраля 2022 года во время телефонного разговора Виктор Хренин "дал слово офицера", что российские войска с территории РБ не нападут на Украину. Однако позже было зафиксировано множество свидетельств использования российских вооружённых сил в нападении на Украину со стороны Белоруссии.

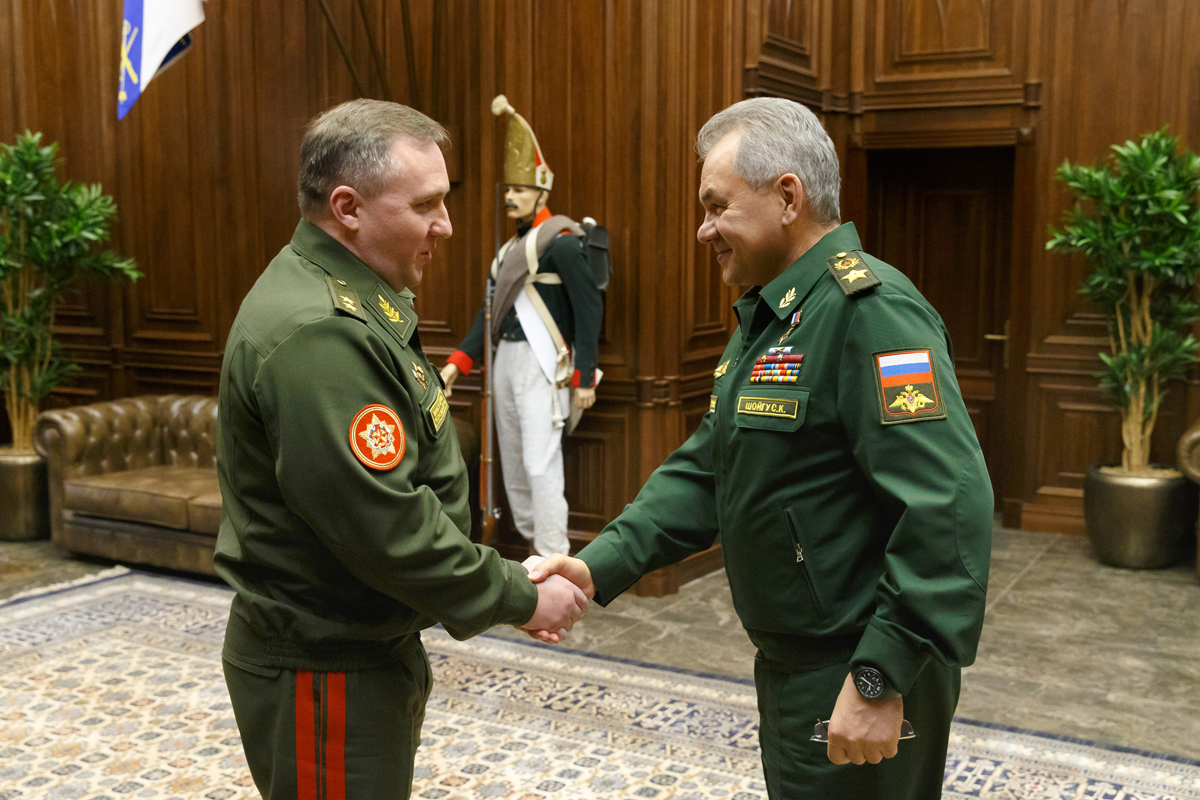
Виктор Хренин и Сергей Шойгу, 2021 год

## Санкции ЕС, США и других стран
21 июня 2021 года был включён в «Чёрный список ЕС». Согласно решению ЕС, Хренин отвечал за принудительную посадку пассажирского рейса FR4978 в Минске 23 мая 2021 года, в результате чего были арестованы Роман Протасевич и Софья Сапега. Кроме того, Хренина в свои санкционные списки включили Великобритания, Канада, Швейцария. 6 июля 2021 года к июньскому пакету санкций ЕС присоединились Албания, Исландия, Лихтенштейн, Норвегия, Северная Македония, Черногория.
В феврале-марте 2022 года, после начала вторжения России на Украину, Хренин был включён в санкционный список специально обозначенных граждан и заблокированных лиц США и попал под санкции Австралии, Новой Зеландии, Японии и Украины.

## Семья
- Жена — Наталья Михайловна Хренина, врач, заведующая физиотерапевтическим отделением 1134-го военного клинического медицинского центра Вооружённых Сил Республики Беларусь в Гродно[31].
- Дочь — Марина, юрист, окончила Гродненский государственный университет имени Янки Купалы.

## Награды
- орден «За службу Родине» III степени,
- медаль «За безупречную службу» І степени (2018)[32],
- медаль «За безупречную службу» ІІ степени,
- медаль «За безупречную службу» ІІІ степени,
- юбилейная медаль «50 лет Победы в Великой Отечественной войне 1941—1945 гг.»,
- юбилейная медаль «60 лет освобождения Республики Беларусь от немецко-фашистских захватчиков»,
- юбилейная медаль «60 лет Победы в Великой Отечественной войне 1941—1945 гг.»,
- медаль «65 лет освобождения Республики Беларусь от немецко-фашистских захватчиков»,
- юбилейная медаль «65 лет Победы в Великой Отечественной войне 1941—1945 гг.»,
- юбилейная медаль «70 лет освобождения Республики Беларусь от немецко-фашистских захватчиков»,
- национальный орден «Плайя-Хирон» (2024, Куба)[33].